# Aphelariaceae
Aphelariaceae Corner – rodzina podstawczaków należąca do rzędu pieprznikowców (Cantharellales).

## Charakterystyka
Grzyby należące do rodziny Aphelariaceae to prawdopodobnie saprotrofy. Wytwarzają krzaczkowate, wielokrotnie rozgałęzione owocniki podobne do koralówek (Ramaria), stąd początkowo zaliczane były do rzędu goździeńcowatych (Clavariaceae). Podobne (przypominające jednak przypominające bardziej goździeńce niż koralówki), owocniki wytwarzają grzyby z należącej do tego samego rzędu rodziny goździeńczykowatych (Clavulinaceae), jednak Aphelariaceae różnią się od nich wytwarzaniem trój- lub czterozarodnikowych podstawek.
Grzyby z tej rodziny są szeroko rozpowszechnione w regionach tropikalnych.

## Systematyka
Rodzinę tę utworzył Edred John Henry Corner w artykule Supplement to 'A monograph of Clavaria and allied genera', opublikowanym w „Beihefte zur Nova Hedwigia” z 1970.
Według CABI databases bazującego na Dictionary of the Fungi do rodziny Aphelariaceae należą rodzaje:
- Aphelaria Corner 1950
- Phaeoaphelaria Corner 1953
- Tumidapexus D.A. Crawford 1954[2].